# Fegersheim
Fegersheim település Franciaországban, Bas-Rhin megyében. Lakosainak száma 5769 fő (2022. január 1.). Fegersheim Eschau, Geispolsheim, Ichtratzheim, Illkirch-Graffenstaden és Lipsheim községekkel határos.

## Népesség
A település népességének változása:
| Lakosok száma | 5440 | 5476 | 5808 | 5737 | 5736 | 5734 | 5777 | 5777 | 5769 |
|               | 2013 | 2015 | 2016 | 2017 | 2018 | 2019 | 2020 | 2021 | 2022 |